# 生態區
生態區（英語：ecotope，又称生境区）是一個景观製圖或分類系統中可辨識的生态上相对一致的最小单元。因此，生態區是相对均質、在空间上明确的景观功能单元，可用于将景观分为生态上特徵不同的區域，以用于景观结构、功能和变化的测量和绘制。
和生态系统类似，生態區的識別可採用灵活的标准，例如通过在特定的生态制图和分类系统内定义的标准来識別生態區。和生态系统是由生物和非生物因子的相互作用所定义的一样，生态区的分类也应基于生物和非生物因子（包括植被、土壤、水文和其他因素）的组合对景观进行分层。生态区的分类中必须考虑的其他参数包括其稳定期（例如某个特征可能持续的年限）及其空间尺度（最小测绘单位）。
生态环境的首个定义是由Thorvald Sørensen在1936年提出的。阿瑟·坦斯利在1939年选用并发展了这一定义。他认为，生态区是“构成生物居住其中的家园的物理世界……的特定部分”。1945年，卡尔·特罗尔首次将其用于景观生态学，定义为“地理景观的最小空间对象或组成部分”。其他学者对此进行了梳理，以表明生态区在生态上是同质的，并且是相关的最小生态土地单元。
Foreman和Godron（1986）用术语“斑块（patch）”代替“生态区”，他们将斑块定义为“外观与周围环境不同的非线性的地表区域”。但是，根据定义，生态环境必须使用全套生态系统特征来识别：斑块是比生态区更普遍的空间单元类型。
在生态学中，生态区也被定义为“物种与所有影响它的环境和生物变量的关系”（Whittaker等，1973），但由于容易与生态位的概念混淆，该术语很少在这种意义下使用。